# Отцы и дети (телеспектакль)
«Отцы и дети» — фильм-спектакль 1974 года по одноименному роману И. С. Тургенева в постановке Малого театра режиссёром Евгением Симоновым.

## Сюжет
По роману И. С. Тургенева «Отцы и дети».

## В ролях
- Виктор Коршунов — Евгений Базаров
- Юрий Васильев — Аркадий Кирсанов
- Николай Анненков — Николай Петрович Кирсанов
- Евгений Велихов — Павел Петрович Кирсанов
- Надежда Корункова — Фенечка
- Руфина Нифонтова — Анна Сергеевна Одинцова
- Людмила Пирогова — Катя Локтева, сестра Анны Одинцовой

## Критика
Экранизированный спектакль шёл на сцене Малого Театра с сезона 1968/1969 года, состав актёров в ролях — полностью совпадает в экранизации с постановкой на сцене.
Журнал «Театральная жизнь» наибольшей удачей спектакля назвал участие актёров старшего поколения «владеющих всеми „секретами“ мастерства» — Н. Анненкова и Е. Велихова исполняющих роли старших братьев Кирсановых, отметив в их игре «глубокое проникновение в образ, многогранность характера, точное выражение его социальной природы», создание актёрами ярких сценических портретов, при этом журнал заметил, что этих актёров ничего «не выбивает из жизни в образе». В то же время и игра молодых актёров была названа интересной, а роль Кати в исполнении И. Вавиловой и роль Фенечки в исполнении Н. Коркуновой журнал назвал несомненными удачами.

Доверие к Тургеневу, к его таланту сердцеведения лежит в основе и спектакля Малого театра «Отцы и дети». Потому и усилия режиссёра Е. Симонова и актёров, занятых в спектакле, сводятся к тому, чтобы возможно полнее вскрыть содержание и богатство тургеневского наследия, а не к тому, чтобы перетолковать его.— журнал «Театральная жизнь», 1969 год
Восторженную рецензию о спектакле дала в журнале «Огонёк» известный критик Н. П. Толченова:

Великое чувство признательности вызывает у зрителя работа Евгения Рубеновича Симонова, автора инсценировки и спектакля «Отцы и дети», блистательно воссоздавшего на сцене Малого театра образы, известные всему миру, не только России. Глубина и смелость творческого замысла Е. Симонова станут особенно ясны если вспомнить жизненную обстоятельность тургеневского романа, неспешную повествовательную его манеру, тончайший анализ характеров, изящество отделки. Как сохранить, как перенести все это на сцену, не нарушив цельности тургеневского романа, как избежать иллюстративности, «пересказа» произведения классики? Режиссёр и инсценировщик Е. Симонов вместе с художником Б. Волковым добились главного. У них рождается отнюдь не краткий «вариант», но цельная и своеобразная, высокохудожественная аналогия романа. Постановка состоит из четырёх частей: У Кирсановых. У Одинцовой. У Базаровых. Финал. Все они разыграны актёрским ансамблем Малого театра с поразительным чувством красоты напевно-мягкого тургеневского слова, стиля, образа. В этом гармоничном спектакле нет ни одной роли, которая не поразила бы наше воображение, о которой мы не воскликнули бы: как это верно, как это по-тургеневски!— Н. П. Толченова, журнал «Огонёк», 1969 год
Однако, замечено, что постановка не полностью следует литературной основе — идейные споры Базарова с Павлом Петровичем Кирсановым занимают в ней скромное место, на первом плане — тема Базарова, в интерпретации его как мрачно-загадочной личности с печатью обречённости («он не человек науки и труда, но, скорее, одинокий странник, сошедший со страниц поэм Байрона») и в итоге сломленного и покоренного гордого духа — «именно такого человека и играет Коршунов на протяжении всего спектакля».